# Romel Beck
Romel Roberto Beck Castro, más conocido como Romel Beck (Magdalena de Kino, 29 de mayo de 1982), es un baloncestista profesional.

## Historia
Actualmente es una de la más grandes referencias de la Selección de baloncesto de México.
Romel Beck es muy conocido por el cross over ante Kobe Bryant durante el Campeonato FIBA Américas 2007.
Después de haber decidido jugar nuevamente para KK Zadar en Croacia, Beck finalmente decidió firmar un contrato por dos meses con los Tecos de la Universidad Autónoma de Guadalajara en el 2008.
Al finalizar su contrato con los Tecos de la UAG continuó su carrera con Pierrel Capo d'Orlando y el Pallacanestro Varese de la Liga italiana.
Romel Beck fue reclutado por los Florida Flame en la primera ronda del Proyecto de la NBDL, y jugó para ellos durante una temporada. Beck jugó a nivel universitario en la Universidad de Las Vegas.
Posteriormente jugó para los San Antonio Spurs en la NBA Summer League de 2009, al finalizar fue contratado por Houston Rockets para la pretemporada de ese año. 
Jugó ese mismo año con los Dakota Wizards. En abril de 2010 firmó para el equipo Guaros de Lara de la Liga Profesional de Baloncesto de Venezuela. En ese mismo año también firmó un contrato para jugar en el equipo Trenkwalder Reggio Emilia de la LegADue italiana para de nuevo ser contratado por los Guaros de Lara en abril de 2011. Después jugó para el Ikaros Kallitheas BC de la liga A1 Ethniki de Grecia. En la actualidad (2015) juega para el equipo Pioneros de Quintana Roo.